# Glyphoglossus molossus
Glyphoglossus molossus es una especie de anfibio anuro de la familia Microhylidae. Es endémica de Indochina (Birmania, Tailandia, Camboya, Laos y Vietnam). Su rango altitudinal oscila entre 200 y 600 m s. n. m.. Se encuentra amenazada por la pérdida de su hábitat natural y su consumo como alimento.